# Agrón
Pour les articles homonymes, voir Agron (homonymie).
Agrón est une commune de la province de Grenade (communauté autonome d'Andalousie), dans le Sud de l'Espagne.

## Démographie
| 1991 | 1996 | 2001 | 2004 | 2007 |
| ---- | ---- | ---- | ---- | ---- |
| 445  | 440  | 375  | 320  | 374  |

## Communes limitrophes
| Cacín          | Ventas de Huelma | Escúzar |
|                | Agrón            |         |
| Arenas Del Rey | Jayena           |         |